# Блок 7а
 Блок 7а је насеље и један од стамбених блокова који се налази на Новом Београду.

## Опште информације
Насеље се граничи са блоковима 5, 6, 8 и 8а, а са западне стране излази на Тошин бунар. Оивичено је улицама Тошин Бунар, Јернеја Копитара, Луја Адамича, Париске комуне и Булеваром маршала Толбухина.
У оквиру самог насеља налазе се и улице Радоја Дакића, Сремских одреда и  Џона Кенедија. Припада насељу Павиљони, а богато је зеленим површинама, па се поред стамбених зграда у њему налази и велики број парковских површина. У Блоку 7а налази се и Институт за здравствену заштиту мајке и детета Србије ,,Др Вукан Чупић’’.